# Thiên Hà, Quảng Châu
Thiên Hà (tiếng Trung: 天河区, Hán Việt: Thiên Hà khu) là một quận nội ô của thành phố Quảng Châu, tỉnh Quảng Đông, Cộng hòa Nhân dân Trung Hoa. Thiên Hà nằm ở phía đông của Lão Thành của Quảng Châu. Quận này được thành lập ngày 24 tháng 5 năm 1985, là quận phát triển trong những năm gần đây của Quảng Châu.

## Các đơn vị hành chính
Thiên Hà có 21 nhai đạo:：
Ngũ Sơn (五山街)、Viên Thôn (员村街)、Xa Pha (车陂街)、Sa Hà (沙河街)、Thạch Bi (石牌街)、Hưng Hoa (兴华街)、Sa Xa (沙东街)、Lâm Hòa (林和街)、Đường Hạ (棠下街)、Lạp Đức (猎德街)、Tẩy Thôn (冼村街)、Thiên Viên (天园街)、Thiên Hà Nam (天河南街)、Nguyên Cang (元岗街)、Hoàng Thôn (黄村街)、Long Động (龙洞街)、Trường Hưng (长兴街)、Phượng Hoàng (凤凰街)、Tiền Tiến (前进街)、Châu Cát (珠吉街)、Tân Đường (新塘街)